# 平滑筋肉腫
平滑筋肉腫（へいかつきんにくしゅ Leiomyosarcoma（ギリシャ語で「平滑筋結合組織腫瘍」を表す）、aka LMS）は平滑筋の悪性新生物（肉腫）である珍しい型のがんである（新生物が良性であった場合は平滑筋腫（leiomyoma）と呼ばれる）。

## 症状
平滑筋細胞は不随意筋でできており、子宮、胃、腸、全ての血管の壁、皮膚を含む身体のほとんどの部分で見られる。
そのため、平滑筋肉腫は乳房を含む身体のあらゆる場所に発生する可能性があるが、最もよく見られるのは胃、小腸、後腹膜（retroperitoneum）である
平滑筋肉腫は比較的まれながんの形状で、軟組織肉腫（これ自体が比較的まれ）の5〜10%がこれに当たる
平滑筋肉腫は非常に予測しづらく、長期に渡って休眠状態を維持し、何年も経ってから再発することがある。
このがんは抵抗性のあるがんである、つまり化学療法や放射線療法にはそれほど感受性は高くない。他のがんと同様に、広く周辺部分も含め早期に外科的に切除でき、腫瘍が小さくて転移していない場合、最も良い結果となる。
子宮の平滑筋肉腫は子宮の筋層にある平滑筋から、皮膚の平滑筋肉腫は皮膚中にある立毛筋から、胃腸の平滑筋肉腫は消化管または血管にある平滑筋から生じる。その他で最も発生が多い部位は、後腹部末端（腹部内、腸の背後）、体幹や腹腔の器官などで、これらは平滑筋肉腫は血管の筋層から発生しているようである。そのため平滑筋肉腫は血管のある部位なら身体中どこでも発生場所となりうる。

## 治療
一般的に、腫瘍およびその周囲を可能な限り広く切除する外科的手術が治療方法として最も効果的で好ましいとされる。
但し、手術で切除した周辺部が狭い、腫瘍であるかどうかはっきりしないといった場合、また腫瘍細胞が残っているという状況においては、化学療法や放射線療法が明らかに生存において有利となることが示されている。
平滑筋肉腫は放射線治療や化学療法に対して抵抗性を持つ傾向がある。その程度は場合によって異なり、結果のばらつきは非常に大きいが、状況の如何に関わらず平滑筋肉腫であると診断された患者はできるだけ早く肉腫の専門医（一般的ながん専門医ではなく）の診察を受けるべきである。
補完的な方法（店頭で販売されているサプリメントや保険適応外の民間療法など）については、常に主治医と相談すべきである。なぜなら、治療効果の期待できないものを「特別な治療」を装って高額で売るビジネスが存在する（医師や医療機関が関与している場合もある）ほか、そうではないものでも物によっては化学療法のような治療の効果を妨げることがあるためである。